# Bulbophyllum anguliferum
Bulbophyllum anguliferum är en orkidéart som beskrevs av Oakes Ames och Charles Schweinfurth. Bulbophyllum anguliferum ingår i släktet Bulbophyllum och familjen orkidéer. Inga underarter finns listade i Catalogue of Life.